# デイ (オスマン帝国)

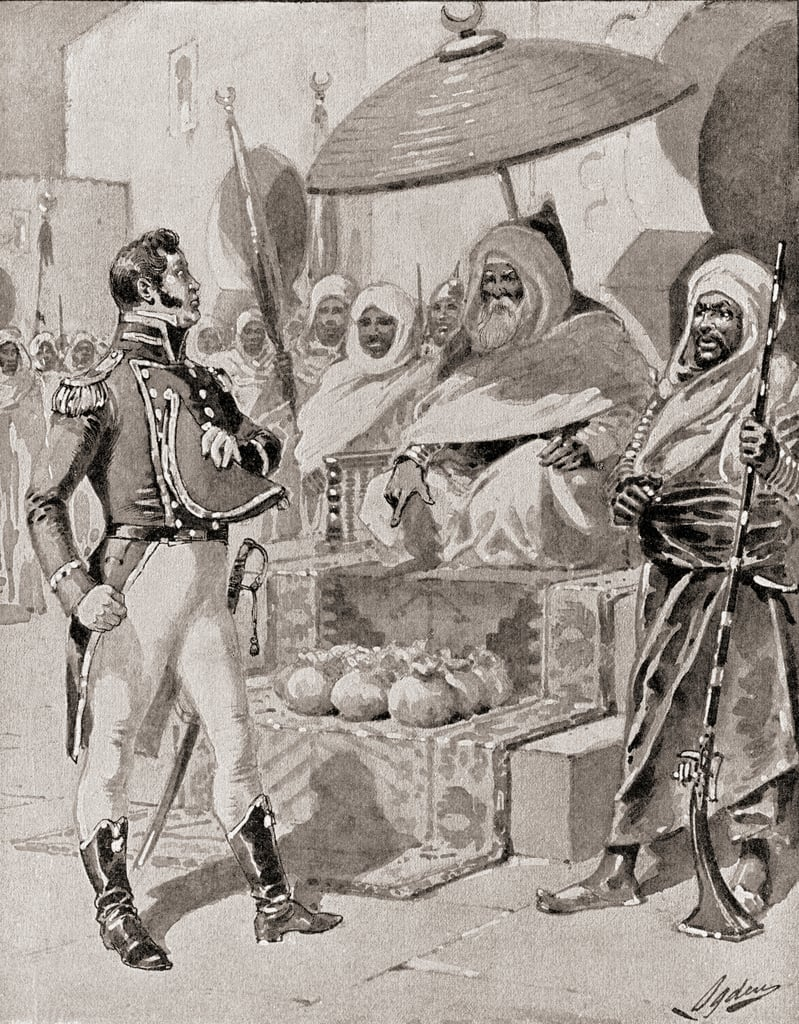
アルジェのデイに表敬するアメリカ人艦長ウィリアム・ベインブリッジ、1800年ころ。

デイ（英語: Dey、アラビア語: داي、語源はトルコ語: dayı）は、オスマン帝国統治下のアルジェ摂政領（後のアルジェリア）と、トリポリ、それにチュニスの、それぞれの統治者に対して与えられた称号で、1671年以降に用いられるようになった。アルジェリアでは、1830年のフランスによる征服までの間に、29人がこの地位に就いた。
日本語では、特にアルジェのデイを指して「太守（たいしゅ）」の訳語が当てられることがある。
デイの選出は、地元の民間人、軍人、宗教指導者によって行なわれ、その地位は終身であり、オスマン帝国のスルターンからも高度の自治権が認められていた。歳入の中心は、農民への課税、宗教的献金や、地中海の貿易船を狙う海賊であるコルセアからの上納金であった。オスマン帝国の領域に入るヨーロッパでは、特に帝国の衰退期において、無法者と化した兵士（イェニチェリ）や砲兵（ヤマクス）の指揮官たちが、ダヒ (Dahi) とかダヒア (Dahia) といった称号を自称したが、これはデイに由来するものである。
デイは、陸海軍の指揮官たち、船舶運航の責任者、財政長官、徴税官などから成る、ディヴァン (divan、ديوان)) と称される統治機構に支えられていた。
アルジェのデイの領域には、コンスタンティーヌ、ティッテリ、マスカラを中心として、3つの行政区画が設けられており、そのそれぞれにデイが任命したベイ (bey、باي) が置かれていた。
アルジェのデイによる統治は、1830年7月5日にフセイン・デイ（1765年 - 1838年）が、侵攻してきたフランス軍に降伏したことで終わりを告げた。
トリポリの最後のデイは、アフマド・カラマンリーによって殺され、代わってカラマンリー朝が1711年に興った。